# 马利诺夫斯基 (市级镇)
马利诺夫斯基（羅馬化：Malinovskiy）是俄罗斯汉特-曼西自治区的市级镇，为该自治区苏维埃茨基区第三大聚居地。地处汉特-曼西自治区西南部，位于鄂毕河流域孔达河一支流叶伊季亚河（Ейтья）畔，在区行政中心苏维埃茨基西南、自治区首府汉特-曼西斯克西方。西距汉特-曼西自治区与斯维尔德洛夫斯克州边界约8公里（通过公路）。附近城市除区行政中心外有尤戈尔斯克。
距离最近的火车站是位于皮奥涅尔斯基镇的阿利亚比耶沃站，位于伊夫杰利2号站－普里鄂毕耶线上。
该地2022年人口有2,368人；2010年人口2,755；2002年人口2,621；1989年人口2,956。